# Classe X-Ray
La classe X-Ray è composta da un unico sommergibile. Ci sono molte incertezze al riguardo sia del nome, sia del numero di progetto (che dovrebbe essere 1851, anche se altre fonti riportano 678). Dal punti di vista tecnico, si tratta di un minisommergibile a propulsione nucleare di ridotte dimensioni, versione russo-sovietica dell'americano NR-1.

## Tecnica
Questo minisommergibile è uno dei più piccoli mezzi a propulsione nucleare del mondo.
I dati tecnici diffusi sono piuttosto scarsi. Comunque, si sa che ha una profondità operativa piuttosto elevata (nell'ordine dei 1.000 metri di profondità) e che ha lo scafo in titanio.
Inoltre, considerando che viene anche utilizzato per operazioni di ingegneria subacquea di tipo top secret, dovrebbe essere attrezzato anche con propulsori laterali e braccia manipolatrici.

## Utilizzo
Il classe X-Ray è un minisommergibile sperimentale, utilizzato per operazioni speciali.
Per le sue missioni, utilizza, nel ruolo di nave madre, vecchi sommergibili atomici appositamente modificati (KS-411 Orenburg in particolare, anche se dal 2003 risulta operativo anche un Delta Stretch per lo stesso ruolo).
Si conosce poco sulla storia di questo mezzo. Il suo primo avvistamento risale al 1984 e probabilmente entrò in servizio l'anno successivo.
Dopo un lungo periodo di inattività, è tornato in servizio nel 1999.
Attualmente operativo con la Flotta del Nord, dovrebbe essere basato presso l'isola di Yagri.